# Quentin N. Burdick
Quentin N. Burdick (Munich, 1908. június 19. – Fargo, 1992. szeptember 8. vagy 1992. szeptember 19.) az Amerikai Egyesült Államok szenátora (Észak-Dakota, 1961–1992).